# 88e division d'infanterie (Empire allemand)
Pour les articles homonymes, voir 88e division d'infanterie.
La 88e division d'infanterie  est une unité de l'armée allemande qui participe à la Première Guerre mondiale.

## Première Guerre mondiale

### Composition

#### 1915
- 21e brigade d'infanterie de Landwehr

10e régiment d'infanterie de Landwehr
38e régiment d'infanterie de Landwehr
- 1re brigade d'infanterie de Landwehr Ersatz

4e régiment de Landwehr Ersatz
5e régiment de Landwehr Ersatz
6e régiment d'Ersatz
8e régiment d'Ersatz
7e régiment d'Ersatz
9e régiment d'Ersatz
- 4 escadrons de cavalerie de réserve
- 42e régiment d'artillerie de campagne d'Ersatz
- 6e bataillon de pionniers de Landwehr

#### 1916
- 175e brigade d'infanterie de Landwehr

349e régiment d'infanterie de Landwehr
350e régiment d'infanterie de Landwehr
- 176e brigade d'infanterie de Landwehr

351e régiment d'infanterie de Landwehr
352e régiment d'infanterie de Landwehr
- 177e brigade d'infanterie de Landwehr

353e régiment d'infanterie de Landwehr
354e régiment d'infanterie de Landwehr
- 88e régiment de cavalerie
- 88e régiment d'artillerie de campagne
- 233e régiment d'artillerie de campagne
- 6e bataillon de pionniers de Landwehr

#### 1917
- 176e brigade d'infanterie

352e régiment d'infanterie
353e régiment d'infanterie
425e régiment d'infanterie
- 2 escadrons du 88e régiment de cavalerie
- 59e commandement divisionnaire d'artillerie

88e régiment d'artillerie de campagne
233e régiment d'artillerie de campagne
- 6e bataillon de pionniers de Landwehr

#### 1918
- 176e brigade d'infanterie

352e régiment d'infanterie
353e régiment d'infanterie
425e régiment d'infanterie
- 1 escadron du 10e régiment de chasseurs à cheval (de)
- 59e commandement divisionnaire d'artillerie

88e régiment d'artillerie de campagne
123e bataillon d'artillerie à pied
88e bataillon de pionniers

## Chefs de corps
| Grade                  | Nom                            | Date                                 |
| ---------------------- | ------------------------------ | ------------------------------------ |
| Generalleutnant        | Wilhelm von Menges (de)        | 27 janvier 1915 - 2 mars 1916        |
| General der Infanterie | Hermann Clausius (de)          | 3 mars - 18 septembre 1916           |
| Generalleutnant        | Alfred von Buddenbrock (de)    | 19 septembre 1916 - 11 décembre 1917 |
| Generalmajor           | Wilhelm von Beczwarzowski (de) | 12 décembre 1917 - 24 janvier 1919   |